# Dreamland (álbum de Robert Miles)
Dreamland es el álbum debut de Robert Miles, y alcanzó en su tiempo los primeros lugares entre las canciones de esa época. El mayor éxito de este álbum fue Children, posicionándose en los primeros lugares de las canciones a nivel mundial.

## Lista de canciones
(Esta es la versión de UK Deconstruction Records.)
Todas las canciones fueron escritas por Roberto Concina (Robert Miles).
- Children (Dream Version) – 7:05
- Fable (Message Version) – 6:23
- Fantasya – 5:44
- Landscape – 6:02
- In My Dreams – 6:15
- One and One – 4:00
- Princess of Light – 6:21
- Fable (Dream Version) – 7:13
- In the Dawn" – 8:00
- Children (Original Version) – 6:20
- Red Zone – 6:57